# Rio Chiruşca Seacă
O Rio Chiruşca Seacă é um rio da Romênia, afluente do Strâmbu, localizado no distrito de Braşov.